# منتخب ترينيداد وتوباغو لسباعيات الرغبي
منتخب ترينيداد وتوباغو لسباعيات الرغبي (بالإنجليزية: Trinidad and Tobago national rugby sevens team)‏ هو ممثل ترينيداد وتوباغو الرسمي في المنافسات الدولية في سباعيات الرغبي .